# Cesare Hercolani
Cesare Hercolani (Forlì, 1499 – Forlì, 1534) è stato un condottiero italiano.

## Biografia
Apparteneva alla nobile famiglia Hercolani o Ercolani. Alla stessa famiglia apparteneva, per ironia della sorte, quella Cassandra Ercolani che fu la madre di Cristoforo Numai, confessore certamente della madre e forse della moglie di Francesco I, alla cui sconfitta, a Pavia, portò Cesare.
Capitano di ventura, di simpatie ghibelline, militò infatti sotto le bandiere imperiali acquistando fama come partecipante alla battaglia di Pavia (1525), che contribuì a risolvere in modo determinante.
Nel 1534 venne ucciso a Forlì nel proprio palazzo da Vincenzo Pirazzini accompagnato da altri sicari guelfi. È sepolto nella chiesa di San Gerolamo.
Della famiglia Hercolani resta, in Forlì, un interessante palazzo, il Palazzo Hercolani.

## Vincitore di Pavia
"Vincitore di Pavia" è il soprannome con cui è conosciuto il condottiero forlivese Cesare Hercolani, non sappiamo però con quanta aderenza al vero. Di lui infatti parla solo Giovanni Tarcagnota, affermando, non si sa in base a quali prove, che Hercolani fu il primo a ferire il cavallo del re di Francia durante la battaglia di Pavia (24 febbraio 1525). L'Hercolani, per parte sua, fu nominato da Carlo V, riconoscente per la sua azione, barone di Camarda e di Aragni, in Abruzzo; dall'imperatore ricevette anche molti privilegi e l'aquila imperiale; fu infine inserito nel novero dei cinquanta nobili più in vista del regno di Napoli.
La cattura di re Francesco fu decisiva per le sorti della battaglia, che così arrisero all'imperatore Carlo V d'Asburgo.
Naturalmente, l'onore di aver portato alla cattura del re, durante il fatto d'arme di Pavia, era tale da suscitare invidie, tanto che molti altri cercarono di attribuirsene il merito, anche per la ovvia confusione della battaglia. Quanto scrive Giovanni Tarcagnota (nato a Gaeta alla fine del XV secolo e morto ad Ancona (1566) parlando della zuffa sorta attorno a Francesco I e alla sua cattura: Ma più degli altri vi pretendeva ragione Cesare Ercolani nobile Forlivese, che fu il primo che gli ferì il cavallo", è privo di ulteriori attestazioni documentarie.